# 雷內·馬格利特博物館
雷內·馬格利特博物館是位於布魯塞爾熱特的博物館，以比利時超現實主義畫家雷內·馬格利特命名。

## 簡介
馬格利特及其妻子若爾熱特·貝爾熱曾居住於博物館所在的建築地下一套房間中。1930年至1954年間他們在此定居並工作共24年。他們獲得較高的社會地位後搬到斯哈爾貝克一套較大的房間，但據其妻所述定居熱特是馬格利特生涯中更為重要的時期。
1993年藝術收藏家及比利時超現實主義愛好者André Garitte買下此公寓並將其修復。於1998年博物館對外開放以慶祝馬格利特誕辰100週年。博物館的一、二樓也用作展示其生涯。